# 1310-1319
De jaren 1310-1319 (van de christelijke jaartelling) zijn een decennium in de 14e eeuw.

## Meerjarige gebeurtenissen

### Europa
- 1310 : Jan de Blinde, zoon van Hendrik VII van Luxemburg, huwt met Elisabeth I van Bohemen, zus van de voormalige koning van Bohemen, Wenceslaus III van Bohemen. Zo wordt Jan koning van Bohemen.
- 1313 : Hendrik VII van Luxemburg, keizer sinds 1312, sterft. Een troonstrijd breekt los tussen Frederik de Schone uit het Huis Habsburg en Lodewijk de Beier.
- In zijn politiek-filosofisch traktaat, De Monarchia, dat hij schrijft tussen 1310 en 1314, pleit Dante Alighieri voor een strikte scheiding van de wereldlijke macht, die volgens hem toekomt aan de keizer, en de kerkelijke macht die toekomt aan de paus.
- In Noordwest- en Midden-Europa leidt een periode van natte jaren tot de grote hongersnood van 1315-1317. De boeren moeten het zaaigoed en hun trekdieren opeten, zodat een verbetering van het klimaat vanaf 1317 de verzwakte bevolking niet direct kan redden.
- 1314 : Het schandaal van de Tour de Nesle. De dochter en twee schoondochters van koning Filips IV de Schone worden beschuldigd van overspel, en krijgen huisarrest in afgelegen kastelen. Het Huis Capet beschikt niet over mannelijke opvolgers op de langere termijn. Toch worden naar aanleiding van deze affaire vrouwen uitgesloten van de troon.
- 1314 : Filips IV sterft, hij wordt opgevolgd door zijn zoon Lodewijk X van Frankrijk.
- 1316 : Lodewijk X sterft, zijn pasgeboren zoon Jan I van Frankrijk sterft kort nadien. Zijn broer Filips V volgt hem op.
- 1317 : Na het verdwijnen van de Orde van de Tempeliers krijgt koning Dionysius van Portugal van de paus de toestemming om een nieuwe ridderorde te stichten, de Orde van Christus.
- Tussen 1315 en 1318 strijdt Edward Bruce, broer van de Schotse koning, tegen de Engelsen en hun Ierse sympathisanten op het eiland Ierland. Hij verliest echter het leven met de Slag bij Faughart in 1318.

### Kruisridderorden
- 1310 : De Kruisridderorden verlaten het Koninkrijk Cyprus. De Hospitaalridders vestigen zich op het eiland Rodos, de Duitse Orde maken van Marienburg hun hoofdkwartier.
- 1311 : Concilie van Vienne. Er wordt beslist tot de opheffing van de Orde van de Tempeliers.
- 1314 : Jacques de Molay en Godfried van Charnay worden tot de brandstapel veroordeeld.

### Lage landen
- Graaf Reinoud I van Gelre wordt door zijn zoon Reinoud II gevangengezet op de Veluwe. Als graaf Willem van Holland zijn vrijlating eist, wordt hij overgebracht naar Kasteel Montfort.

### Godsdienst
- Tijdens de Babylonische ballingschap der pausen kiest paus Clemens V er in 1313 voor om zich in het Zuid-Franse Carpentras met de Romeinse Curie te vestigen. In 1320 wordt Carpentras de hoofdstad van het pauselijke graafschap Venaissin.
- 1317 : Paus Johannes XXII mengt zich in een slepend conflict dat verdeeldheid zaait binnen de orde der Minderbroeders (of Franciscanen), door de kant van de conventuelen te kiezen, tégen de spiritualen. Deze laatsten prediken de absolute armoede en beschouwen zelfs het opslaan van levensmiddelen als zondig. Een handjevol hardleerse spiritualen of fraticelli die zich tegen de pauselijke beslissing bleven verzetten, verschenen voor de Inquisitie en belandden uiteindelijk in 1318 op de brandstapel.

## Kunst en cultuur
- De pastoor Lodewijk van Velthem voltooit part IV van de Spiegel Historiael, die Jacob van Maerlant in 1288 heeft afgebroken, en schrijft dan uit eigen bronnen een part V over de recente Nederlandse en Europese geschiedenis.

<< · 1310 · 1311 · 1312 · 1313 · 1314 · 1315 · 1316 · 1317 · 1318 · 1319 · >>
<< · 1300-1309 · 1310-1319 · 1320-1329 · 1330-1339 · 1340-1349 · 1350-1359 · 1360-1369 · 1370-1379 · 1380-1389 · 1390-1399 · >>